# Калев (Таллінн)
Футбольний клуб «Калев» Таллінн (ест. Jalgpalliklubi Tallinna Kalev) — естонський футбольний клуб із міста Таллінн.

## Історія
Заснований 1911 року. Дворазовий чемпіон Естонії (1923, 1930).
Протягом двох сезонів виступав у класі «А» чемпіонату СРСР. У 1960 році зайняв 19 місце, в 1961 — 22-е.
Відновив свою діяльність 2002 року. Виступає у найвищому дивізіоні Естонії. Найкращий показник у національному чемпіонаті — 6-е місце 2007 року.

## Досягнення
Чемпіон Естонії (2): 1923, 1930.